# Körnbach (Eiterfeld)
Körnbach ist ein Ortsteil der Marktgemeinde Eiterfeld im osthessischen Landkreis Fulda. Der Ort ist etwa zweieinhalb Kilometer vom Hauptort Eiterfeld entfernt und liegt westlich davon im Talsystem der oberen Eitra in der Rhön.

## Geschichte
Die erste bekannte schriftliche Nennung des Ortes Körnbach stammt aus dem Jahr 1363.
Im Zuge der Gebietsreform in Hessen fusionierten zum 1. Februar 1971 die Gemeinden Arzell, Betzenrod, Großentaft, Körnbach, Soisdorf und Treischfeld mit Eiterfeld freiwillig zur neuen Großgemeinde Eiterfeld. Für die bis dahin selbständigen Gemeinden von Eiterfeld wurde je ein Ortsbezirk mit Ortsbeirat und Ortsvorsteher nach der Hessischen Gemeindeordnung gebildet.

## Bevölkerung
Einwohnerstruktur 2011
Nach den Erhebungen des Zensus 2011 lebten am Stichtag dem 9. Mai 2011 in Körnbach 192 Einwohner. Darunter waren keine Ausländer. Nach dem Lebensalter waren 42 Einwohner unter 18 Jahren, 78 zwischen 18 und 49, 30 zwischen 50 und 64 und 42 Einwohner waren älter. Die Einwohner lebten in 72 Haushalten. Davon waren 12 Singlehaushalte, 15 Paare ohne Kinder und 33 Paare mit Kindern, sowie 6 Alleinerziehende und 3 Wohngemeinschaften. In 15 Haushalten lebten ausschließlich Senioren und in 42 Haushaltungen lebten keine Senioren.
Einwohnerentwicklung
- 1812: 24 Feuerstellen, 199 Seelen[1]

| Körnbach: Einwohnerzahlen von 1812 bis 2015 | Körnbach: Einwohnerzahlen von 1812 bis 2015 | Körnbach: Einwohnerzahlen von 1812 bis 2015 | Körnbach: Einwohnerzahlen von 1812 bis 2015 | Körnbach: Einwohnerzahlen von 1812 bis 2015 |
| --- | ------------------------------------------- | ------------------------------------------- | ------------------------------------------- | ------------------------------------------- |
| Jahr |                                             |                                             |                                             | Einwohner                                   |
| 1812 | 1812                                        |                                             | 199                                         | 199                                         |
| 1834 | 1834                                        |                                             | 159                                         | 159                                         |
| 1840 | 1840                                        |                                             | 165                                         | 165                                         |
| 1846 | 1846                                        |                                             | 163                                         | 163                                         |
| 1852 | 1852                                        |                                             | 154                                         | 154                                         |
| 1858 | 1858                                        |                                             | 182                                         | 182                                         |
| 1864 | 1864                                        |                                             | 180                                         | 180                                         |
| 1871 | 1871                                        |                                             | 161                                         | 161                                         |
| 1875 | 1875                                        |                                             | 155                                         | 155                                         |
| 1885 | 1885                                        |                                             | 152                                         | 152                                         |
| 1895 | 1895                                        |                                             | 155                                         | 155                                         |
| 1905 | 1905                                        |                                             | 181                                         | 181                                         |
| 1910 | 1910                                        |                                             | 153                                         | 153                                         |
| 1925 | 1925                                        |                                             | 152                                         | 152                                         |
| 1939 | 1939                                        |                                             | 163                                         | 163                                         |
| 1946 | 1946                                        |                                             | 266                                         | 266                                         |
| 1950 | 1950                                        |                                             | 232                                         | 232                                         |
| 1956 | 1956                                        |                                             | 198                                         | 198                                         |
| 1961 | 1961                                        |                                             | 168                                         | 168                                         |
| 1967 | 1967                                        |                                             | 176                                         | 176                                         |
| 1970 | 1970                                        |                                             | 171                                         | 171                                         |
| 1980 | 1980                                        |                                             | ?                                           | ?                                           |
| 1990 | 1990                                        |                                             | ?                                           | ?                                           |
| 2000 | 2000                                        |                                             | 194                                         | 194                                         |
| 2005 | 2005                                        |                                             | 193                                         | 193                                         |
| 2010 | 2010                                        |                                             | 193                                         | 193                                         |
| 2011 | 2011                                        |                                             | 192                                         | 192                                         |
| 2015 | 2015                                        |                                             | 185                                         | 185                                         |
| Datenquelle: Historisches Gemeindeverzeichnis für Hessen: Die Bevölkerung der Gemeinden 1834 bis 1967. Wiesbaden: Hessisches Statistisches Landesamt, 1968. Weitere Quellen: LAGIS; Gemeinde Eiterfeld; Zensus 2011 |                                             |                                             |                                             |                                             |

Historische Religionszugehörigkeit
| • 1885: | 152 katholische (= 100 %) Einwohner |
| • 1961: | 168 katholische (= 100 %) Einwohner |

## Verkehr
In Körnbach liegt der Schnittpunkt der Landesstraße 3380 mit der Landesstraße 3431 und der Kreisstraße 146.